# Мотуль-де-Сан-Хосе
Мотуль-де-Сан-Хосе (исп. Motul de San José) — руины города цивилизации майя в департаменте Петен (Гватемала). Этот город был важным политическим и экономическим центром цивилизации майя в позднеклассический период (650—950 гг. н. э.).

## Расположение
Мотуль-де-Сан-Хосе расположен в 3 км от северного берега озера Петен-Ица, в центре департамента Петен. Ближайший город — Флорес, в 10,5 километрах к югу, на другой стороне озера. Ближайшие деревни: Сан-Хосе, в 5 км, и Сан-Андрес, 6,5 км, обе находятся к югу от руин города, на северном берегу озера. Археологический объект связан с Нуэво-Сан-Хосе, северным районом Сан-Хосе, по грунтовой дороге. Он находится среди земель, очищенных от леса в течение последнего столетия и в настоящее время используемых для посадки кукурузы и выпаса скота.